# 화이트 앤 케이스
화이트 앤 케이스(White & Case LLP)는 미국 뉴욕에 본사를 둔 미국계 다국적 대형 로펌이다. 1901년 뉴욕에 처음 개소하였으며 전 세계에 44개 사무소를 두고 있다.

## 대한민국
서울 사무소는 여의도 서울국제금융센터에 2015년 개소하였다.